# Cementiri de Lleida
Cementiri de Lleida és una obra de Lleida inclosa a l'Inventari del Patrimoni Arquitectònic de Catalunya.

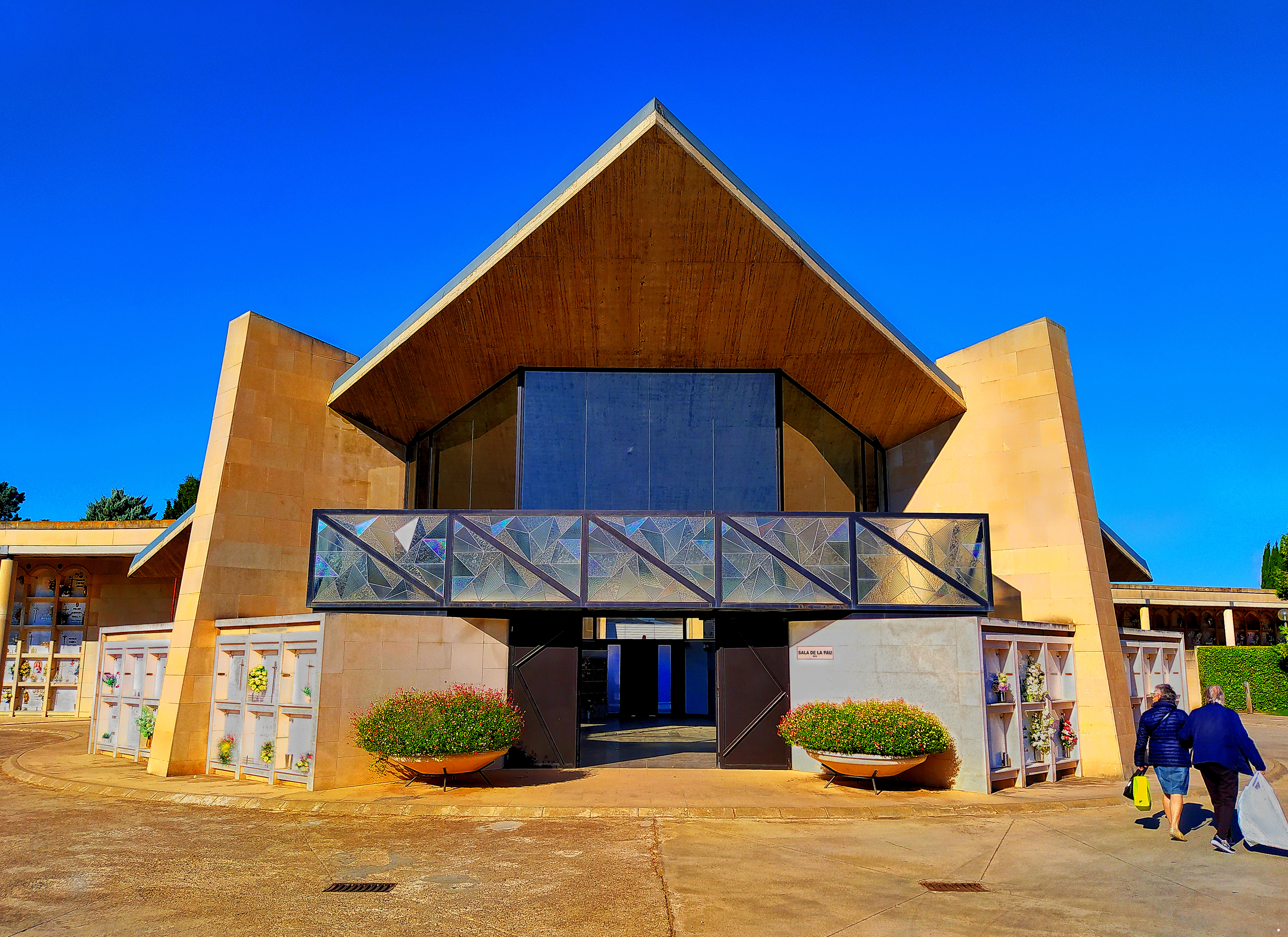
Lleida, cementiri municipal. Sala la Pau.

## Descripció
Cementiri d'agrupació neoclàssica que a la part més antiga té uns recintes de planta rectangular amb nínxols perimetrals sota un porxo. Jardins centrals ordenats per trama barroca, on es troben els panteons monumentalistes (Comtes de Torregrossa) que foren projectats per arquitectes lleidatans de l'època. Ambdós recintes neoclàssics tenen façana i accés per la Carretera Nacional II. A la porta principal presenta un enreixat de ferro forjat. Format per 652 nínxols al grup antic de Sant Anastasi i 1531 al de Santa Cecília, de planta quadrada.
Els mausoleus i panteons més destacats del cementiri lleidatà són els següents:

### Mausoleu Rodríguez de los Ríos (seglexix)[1]
Mausoleu aïllat d'una alçada, fet en estil naturalista que suposa una transició des del romanticisme a l'organisme modernista. Recarregat formalment i materialment, el romanticisme s'accentua a la cripta soterrània.

### Panteó M. Llorens (segle XIX-XX)[1]
Panteó cúbic d'uns quatre metres d'aresta, fet amb pedra de carreus regulars. Manté una imatge de templet a una escala més petita. Accés amb pilars i arcs de mig punt. Rosetó i finestres ogivals. Tot decorat amb estètica neoclàssica. Remat més carregat i molts ràfecs.

### Panteó d'Enric Nuet, comte de Torregrossa (1911-1912)Francesc Morera i Gatell[1]
Panteó singular amb tractament monumental situat dins la parcel·lació del cementiri, al departament de Sant Anastasi. Edifici funerari de planta quadrada de 6x6 metres, amb porta d'accés de llinda a la cripta, flanquejada per unes columnes que aguanten una cornisa i finestrals superiors. Per sobre hi ha una gran obertura rectangular amb unes columnes que aguanten la llinda i, més amunt, una finestra d'arc de mig punt. El panteó es corona amb una cúpula. Tractament escultòric del parament.
Tot l'exterior està dotat d'una gran plasticitat gràcies a la seva forma, amb entrants i sortints, i la seva decoració escultòrica com un fris amb corones funeràries, gerros coronant els murs o elements metàl·lics en combinació amb la pedra.
A l'interior destaca una pintura al fresc decorant l'altar amb la representació del davallament de la creu.
Destaca la porta d'accés sobre l'eix del sistema de trama neoclàssica del pavelló de Sant Anastasi, el més antic del cementeri.
https://invarquit.cultura.gencat.cat/card/14349

## Història
Les dues agrupacions neoclàssiques foren aixecades sobre les antigues hortes a la zona popularment coneguda per "El Garrut".